# St. John (Waszyngton)
St. John – miasto w Stanach Zjednoczonych, w stanie Waszyngton, w hrabstwie Whitman.